# Cidariophanes indentata
Cidariophanes indentata är en fjärilsart som beskrevs av W. Warren 1900. Cidariophanes indentata ingår i släktet Cidariophanes och familjen mätare. Inga underarter finns listade i Catalogue of Life.